# Peire de Valeira
Peire de Valeira o Valeria, o Valera o Ualera o Ualeria e anche Pèire de Valèira o Pèire de Valèria (fl. prima metà del XII secolo) è stato un trovatore guascone.
Allorché la poesia trobadorica inizia a svilupparsi nell'Aquitania nord-occidentale (Poitou e Saintonge) espandendosi dapprincipio — nel giro di una generazione — nel sud della Guascogna, Peire è uno dei primi trovatori. Soltanto due delle sue poesie ci sono pervenute, una canso ("Vezer volgra n'Ezelgarda") e una cobla (Qui qu'Amors don son voler). 

## Biografia
Il suo luogo di nascita è Valera, nei pressi di Podensac e Saint-Macaire, nella Gironda. La sua vida colloca il suo luogo di nascita nel feudo di Arnaut Guillem de Marsan, egli stesso trovatore. Contemporaneo di Marcabru e originariamente un giullare, le sue poesie erano tipiche per il tempo, secondo Uc de Saint Circ, il probabile autore della sua vida, e riguardavano oggetti naturali (come foglie, fiori e uccelli), ma non di grande valore per il periodo di tempo del biografo. Ma Uc si riserva le sue critiche più aspre alla fine, come scrive Elizabeth Poe:
L'intera vida di Peire, trovata nei MSS I e K, tuttavia, è probabilmente non affidabile, dal momento che sembra confonderlo con un altro trovatore guascone, Arnaut de Tintinhac.
Peire viene spesso collocato in un'ipotetica "scuola" di poesia che comprende, tra gli altri, Bernart de Ventadorn, Cercamon, Jaufré Rudel, Marcabru, Marcoat, e Peire Rogier. Inoltre, i riferimenti nella sua vida alle canzoni del tempo concernenti foglie, fiori, canzoni e uccelli, potrebbero essere la prova di un primo genere di trovatore che non sopravvive. Può darsi anche che la peculiarità del genere di Peire fosse regionale, uno stile guascone. Il successivo trovatore guascone Guiraut de Calanso ha scritto componimenti che erano d'aquella saison ("di quel periodo") e non amate in Provenza, forse indicanti una tradizione guascone (o "mania letteraria") non popolare al di fuori dei confini della Gascoigna (Guascogna). La paubra valor ("scarso valore") delle canzoni di Peire potrebbero essere un riflesso della popolarità dell'influenza guascone.